# Theope zostera
Espèce
Theope zostera est une espèce d'insectes lépidoptères appartenant à la famille  des Riodinidae et au genre Theope.

## Taxonomie
Theope apheles a été décrit par Henry Walter Bates en 1868.

## Description
Theope zostera est un papillon aux ailes antérieures à l'apex anguleux, au  dessus noir avec une large plage bleu foncé aux ailes antérieures, couvrant l'aire discale, comme aux ailes postérieures, couvrant l'aire discale et l'aire postdiscale.
Le revers est de couleur ocre jaune avec une aire postdiscale plus foncée, marron roux, aux ailes antérieures comme aux ailes postérieures, et comme l'aire basale des ailes postérieures, elle aussi marron roux.

## Écologie et distribution
Theope zostera est présent au Brésil.

### Biotope
Il réside dans la Forêt amazonienne.

### Protection
Pas de statut de protection particulier.